# Dendrocalamus giganteus
Dendrocalamus giganteus, también conocido como bambú dragón o como uno de las varias especies llamadas bambú gigante, es una especie gigante, de regiones tropicales y subtropicales, de agrupación densa, nativa del sudeste asiático. Es una de las más grandes especies de bambú del mundo.
Bambú muy alto, de gran tamaño, de colores verde grisáceos, creciendo en grupos de un gran número de culmos crecen muy cerca, y por lo general alcanza una altura de 30 m, y excepcionalmente un grupo en Arunachal Pradesh, India, llegaron a tener 42 m .En condiciones favorables, puede crecer hasta 4 dm por día. Se cultiva desde altitudes bajas hasta altas, comúnmente a lo largo de orillas de ríos y en huertos familiares. Se la halla en Bangladés, India, Sri Lanka, y países del sudeste asiático como Indonesia, Myanmar y Tailandia.
Culmos rectos, de color verde grisáceo y aspecto pulverulento, tornándose al verde pardusco al secarse, superficie lisa. Sus brotes jóvenes son de color púrpura negruzco. La longitud del entrenudo es de 25 a 40 cm; y, el diámetro es de 10 a 35 cm con paredes del culmo delgadas y se ramifican solo en la parte superior. Las raíces aéreas se producen hasta el octavo nodo. El portainjerto es robusto. La vaina del culmo es verdosa de joven, y se vuelve amarronada oscura cuando madura. Fundas grandes y anchas, con longitud de 24 a 30 cm, y anchura de 40 a 60 cm con hojas triangulares, 7–10 cm de largo. La parte superior de la vaina es redondeada. Aurículas pequeñas, iguales, crujientes. La superficie superior de la vaina se cubre de pelos rígidos, dorados y pardos; y, la superficie inferior es brillante, y glabra. La caída de la vaina es temprana.

## Uso
En India, es popular para construir puentes, para escaleras, andamios, marcos de puertas de casas, de refuerzo de concreto, revestimientos de pisos y paredes; y, su follaje para techar.